# Taiwanesiska köket

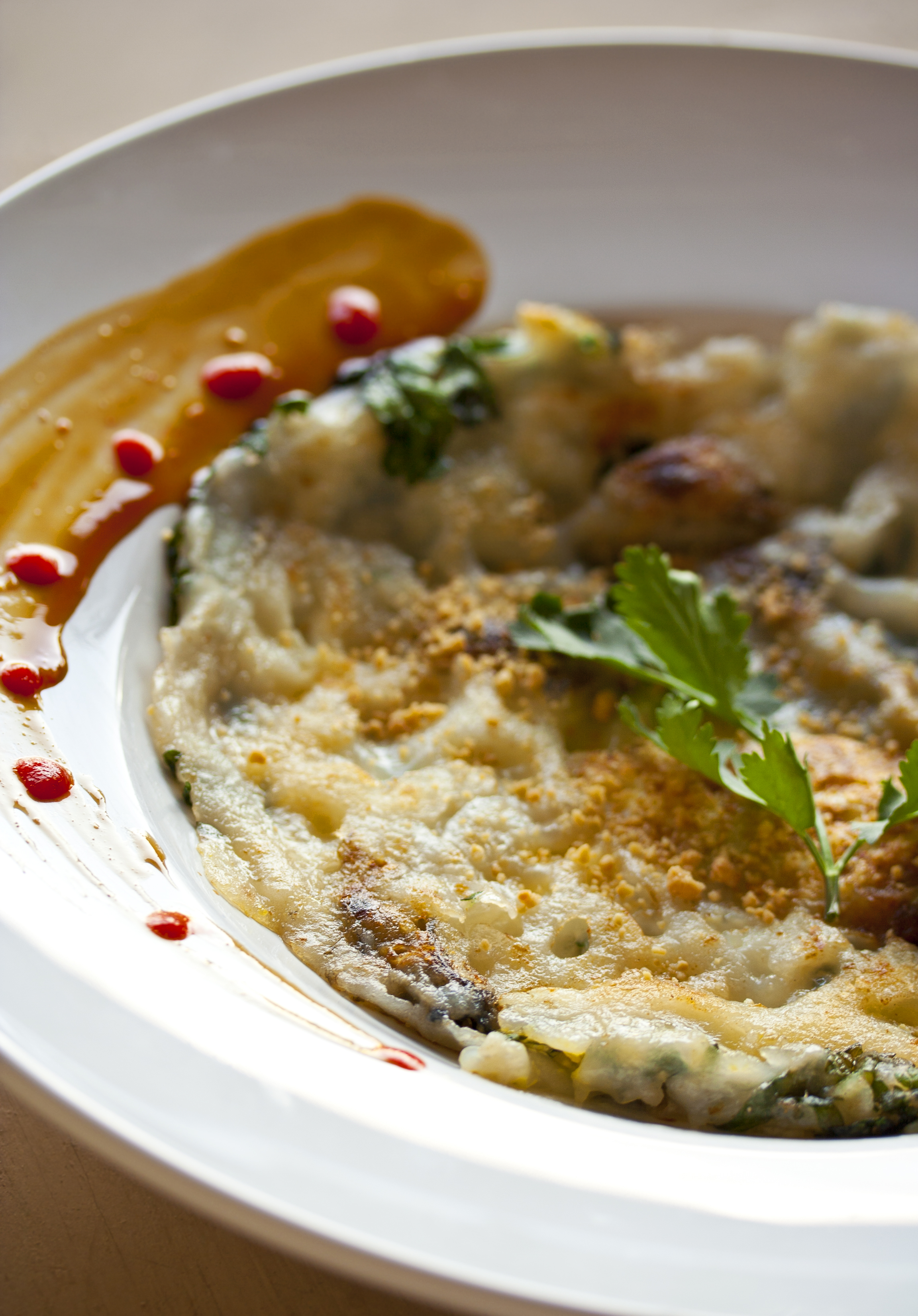
Ostronomelett.

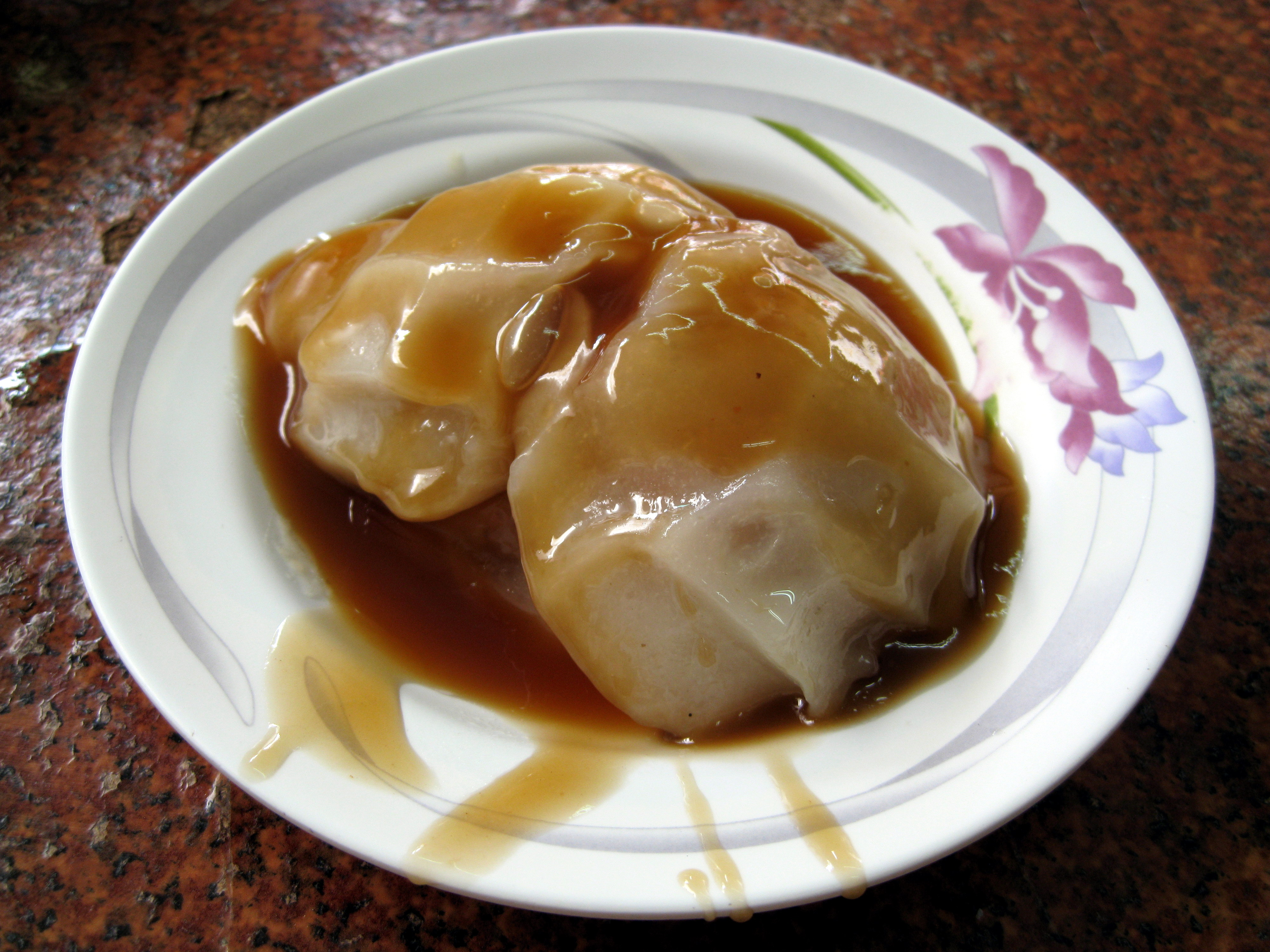
Köttbullar tillagade i form av dumplings.

Taiwanesiska köket (台灣菜; Táiwāncài) representerar matkulturen på ön Taiwan
Det taiwanesiska kökets egenheter har en historia från migration och krig. Rätterna kan grupperas i åtta huvudkategorier; Holo (även kallat Minnanese eller taiwanesiskt), Hakka, vegetariskt. Därtill stilar från olika områden på Fastlandskina: Hunan, Jiangzhe (från Jiangsu och Zhejiang), Hongkong och Sichuan. Det finns även en matgren som är inspirerad från det japanska köket, med ursprung från 1895 då Taiwan var under japanskt styre.
Representativa rätter från det taiwanesiska köket är ostronomelett, köttbullar, olika varianter av nudlar och ångkokta bullar. Rötterna till matkulturen kommer från traditionell lantbruksmat från landsbygden som har förfinats över tiden. Ofta från torkade eller jästa råvaror, eller slaktbiprodukter och alldagliga grönsaker. Från det kustnära läget kusten kommer rätter som o-a-tsian (ostronomelett) och o-a-mi-suann (tunna nudlar med ostron) En känd specialité är nudelsoppa med biff som övertogs från det kinesiska köket på Fastlandskina under tidigt 1900-tal och bah-uan (köttbullar i stor dumpling), också kallade Changhua-köttbullar, har fyllning baserat på bambuskott, svamp och fläsk med en deg baserad på sötpotatis.

## Ingredienser
Fläskkött, fisk och annat från havet, kyckling, ris och sojabönor är vanliga ingredienser i det taiwanesiska köket. Nötkött är mindre vanligt och en del taiwaneser, speciellt äldre avstår helt från nötkött. Det finns en traditionell ovilja att slakta boskap som behövs i jordbruket och en känsla av tacksamhet till boskap som i traditionellt jordbruk fått slita hårt.
Det taiwanesiska köket är starkt påverkat av att ha utvecklats på en tätt befolkad ö, där jordbruksmarken inte räcker till. Många av rätterna hämtar sitt protein från havet, från stora fiskar som tonfisk och havsabborrar till sardiner och sardeller. Bläckfiskar av många olika arter står också på menyn.